# Toledsko Kraljevstvo (Vizigoti)
Toledsko Kraljevstvo je bila država Zapadnih Gota.
Nastala je od dijela vizigotske države koji je bio na Pirenejskom poluotoku. Vizigoti su nakon 450. osvojili veći dio Hispanije (do 507.), šireći se na račun Sveva i Vandala. Mala elitna skupina Vizigota zavladala je tim područje, osobito na račun bizantske provincije Spanije i svevskog kraljevstva Galicije.
U međuvremenu su Franci pod Klodvigom I. osvojili akvitanske i galske posjede Vizigota, osim Septimanije. Sjedište preostatka nekadašnje velike vizigotske države prvo je bila Colonia Faventia Julia Augusta Pia Barcino (Barcelona), pa Emerita Augusta (Mérida). (Toletum) Toledo je glavni grad postao oko 555. godine. 587. godine arijanski Vizigoti prešli su na katolicizam. Nakon Trećeg koncila u Toledu, vizigotski vladar Rekared odrekao se arijanstva i prihvatio nicejsko vjerovanje. Uzeo je ime Flavije, prezime iz Konstantinske dinastije i vladao u stilu rimskih careva.
Toledsko Kraljevstvo se održalo do 711., kada su ga uništili Mauri. U bitci kod Guadalete ubijen je gotski kralj Roderik, a ta je bitka označila početak maurskog osvajanja Španjolske. 
U Toledskom Kraljevstvu nalazimo elemente protofeudalizma. 